# Coelorinchus kermadecus
Coelorinchus kermadecus es una especie de pez de la familia Macrouridae en el orden de los Gadiformes.

## Hábitat
Es un pez bentopelágico y marino de aguas  templadas que vive entre 623-1401 m de profundidad.

## Distribución geográfica
Es un endemismo de Nueva Zelanda.